# 理合务乡
理合务乡是中国山东省德州市临邑县下辖的一个乡。

## 行政区划
理合务乡下辖理合社区、夏家社区、王寨社区、林寨社区、田庵社区、大蔺家社区、唐家社区、鲁庙社区、沙于社区、焦楼社区、张庙社区、谢家联村。